# Kluczbork (stacja kolejowa)
Kluczbork – stacja kolejowa w Kluczborku, w województwie opolskim, w Polsce. Według klasyfikacji PKP ma kategorię dworca regionalnego.

## Ruch pasażerski
| Rok  | Wymiana pasażerska na dobę |
| ---- | -------------------------- |
| 2017 | 1300                       |
| 2022 | 1200                       |
| 2023 | 1 300                      |

## Historia
W latach 2012–2013 przeprowadzono kosztem 3,9 mln zł gruntowny remont dworca; inwestycja została sfinansowana z budżetu państwa i środków własnych PKP SA. Uroczyste otwarcie kompleksowo wyremontowanego dworca miało miejsce 19 grudnia 2013.

## Galeria

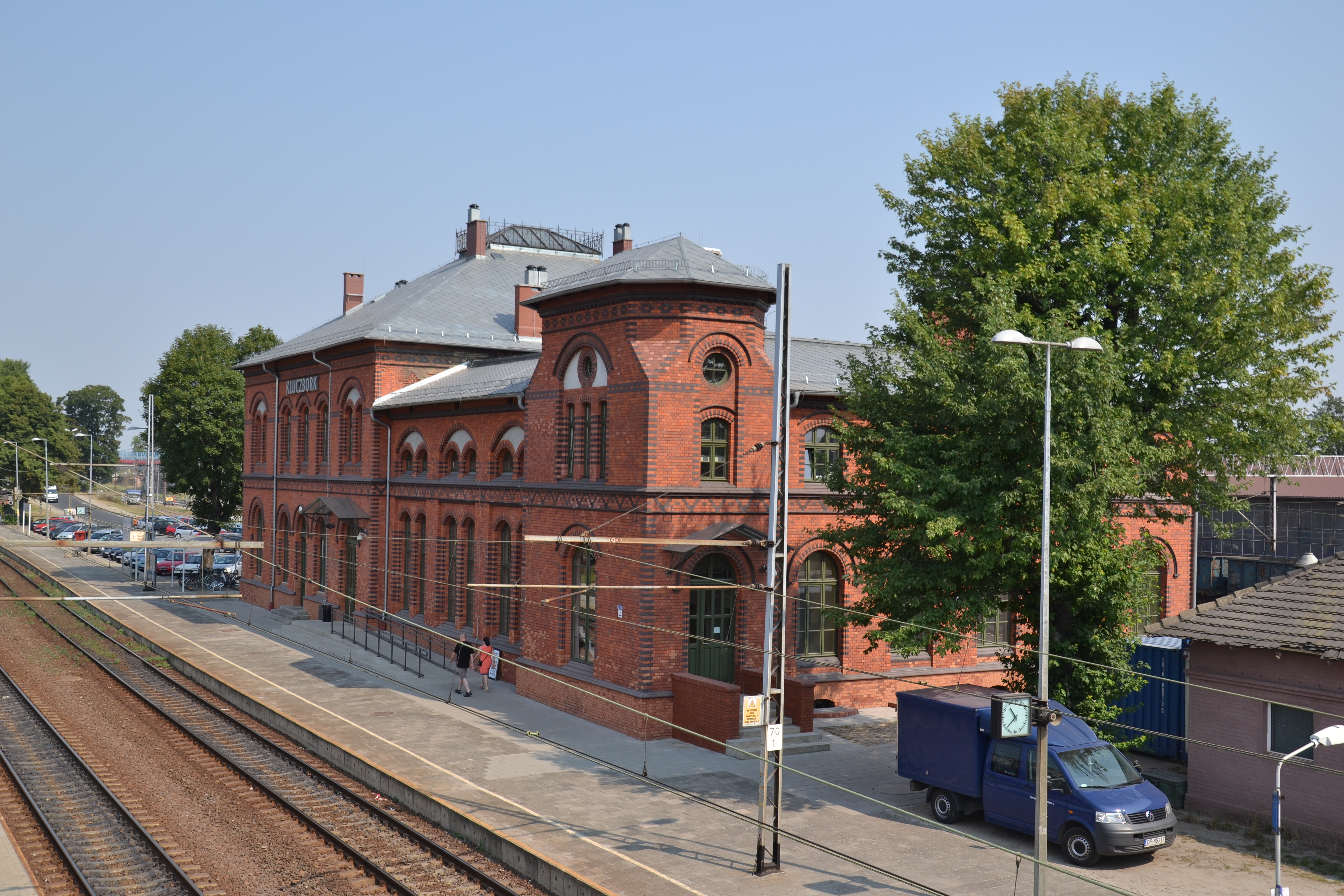
Budynek dworca
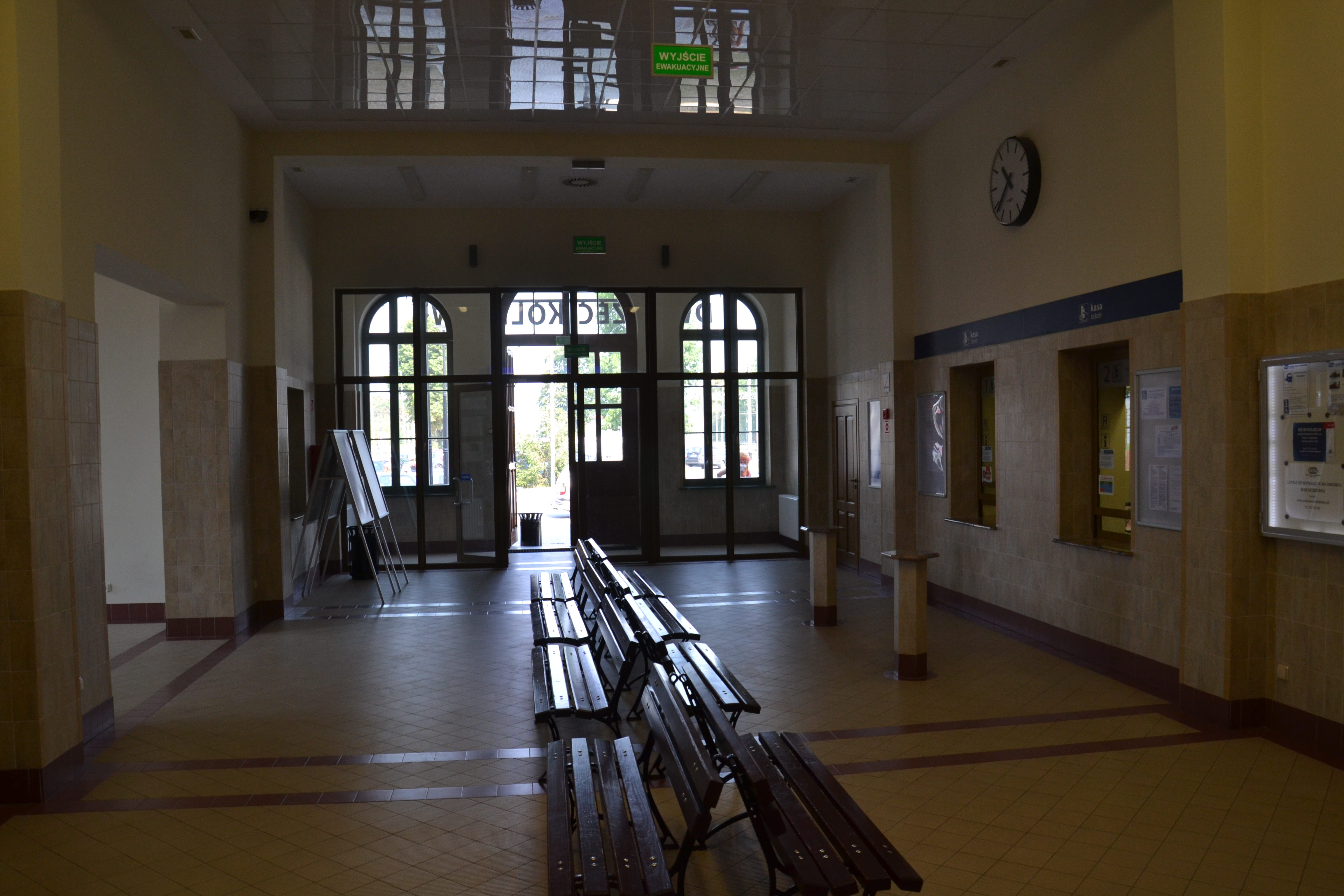
Kasy
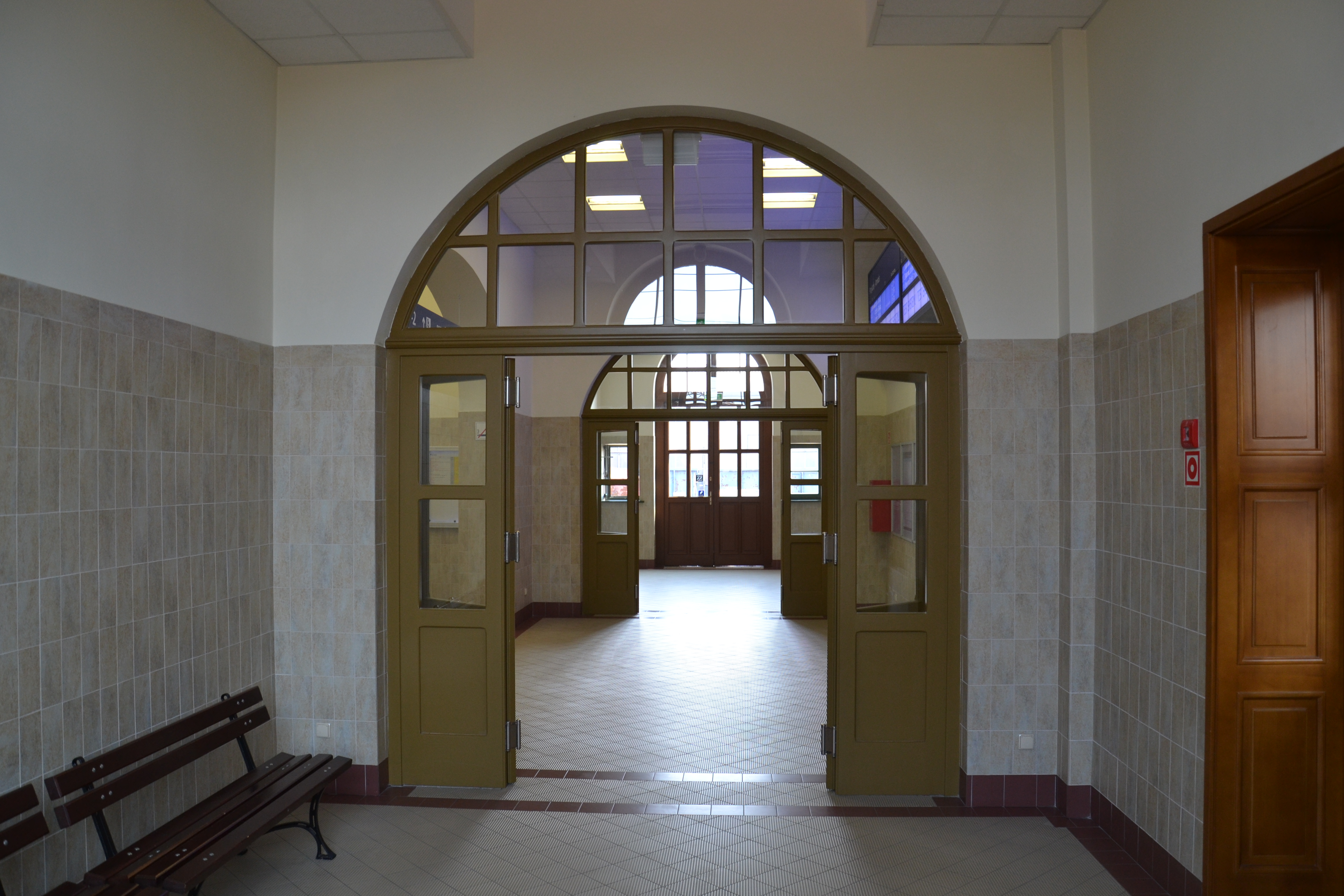
Przejście na perony
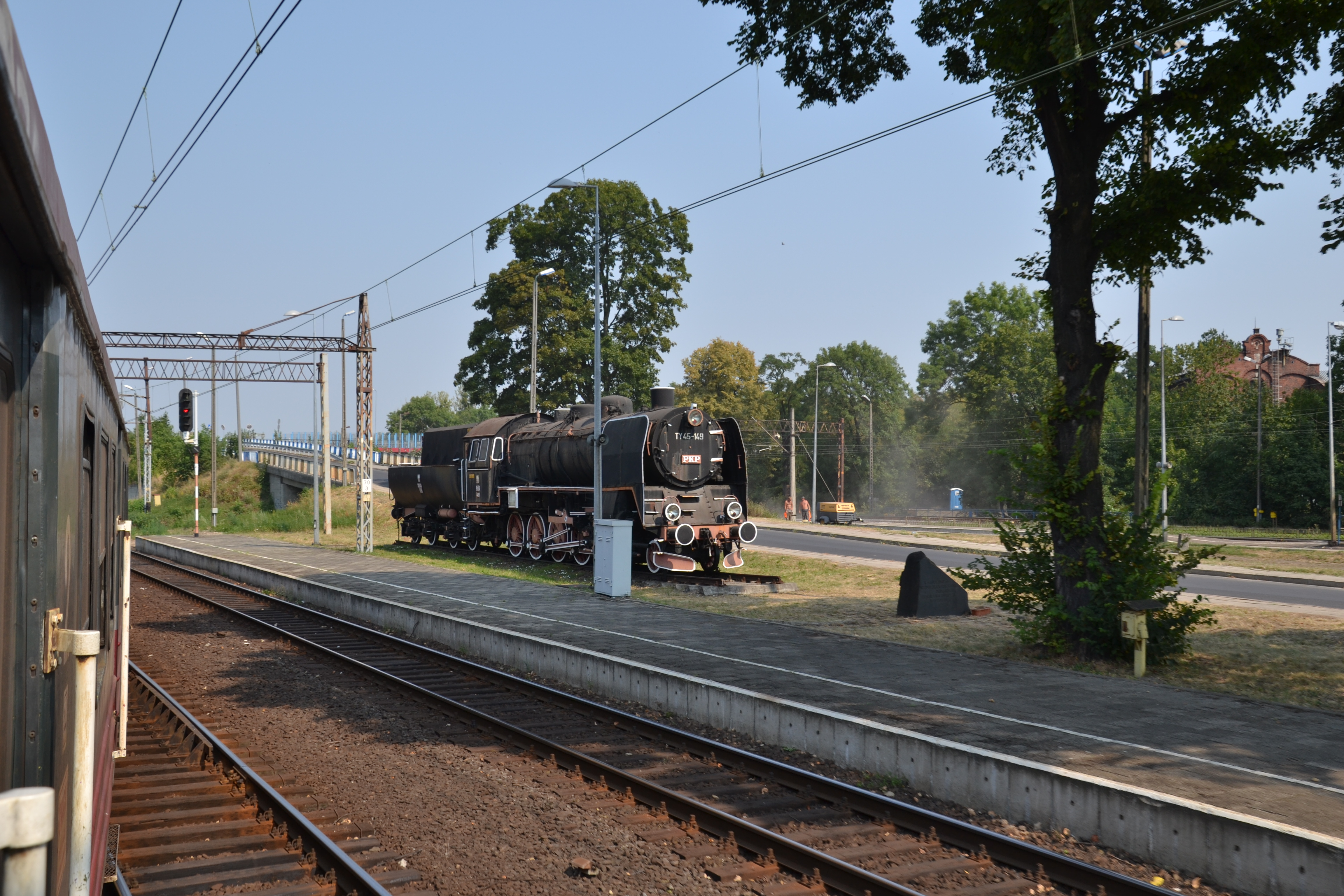
Pomnik Ty45-149